# 宋成公
宋成公（？—前620年），中國春秋時期宋國君主。子姓，名王臣，宋襄公之子。 
前633年，楚成王派令尹成得臣討伐宋國，宋成公向晉國求救。晉文公攻伐曹、衛以解宋圍，楚兵去。在位十七年后去世，諡成公。

## 家庭
父
- 宋襄公

叔
- 公子荡

弟
- 公弟禦，把宋成公的太子殺掉，自立。一年後，諸公子殺國君禦，立公子杵臼为君，是為宋昭公。

子
- 子，太子，被公弟禦所殺。
- 子，宋前昭公杵臼。
- 子，宋文公鮑，宋前昭公之庶弟。聯合宋襄公夫人（祖母輩），弒兄宋昭公而自立。
- 子，公子卬，宋前昭公之弟。